# ائولالیو آویلا
ائولالیو آویلا (اسپانیایی: Eulalio Avila‎؛ زادهٔ ۸ سپتامبر ۱۹۴۱) بازیکن بسکتبال اهل مکزیک بود. وی در بازی‌های المپیک تابستانی ۱۹۶۰ و ۱۹۶۴ شرکت کرده‌است.